# (37580) 1990 SH8
1990 SH8 (asteroide 37580) é um asteroide da cintura principal. Possui uma excentricidade de 0.07760710 e uma inclinação de 6.05533º.
Este asteroide foi descoberto no dia 22 de setembro de 1990 por Eric Walter Elst em La Silla.